# 伊莉莎白·法倫
伊丽莎白·法伦（Elizabeth Farren，约1759年—1829年4月23日）是一名爱尔兰女演员。1777年，她首次在伦敦登台，在干草市场剧院出演《屈身求爱》，次年进入皇家劇院演出，这里和干草市场剧院后来为她的主要演出场地。她迅速成名，能够扮演100多个不同的角色，在当时只有弗朗西丝·阿宾顿能够和她媲美。1797年4月，法伦退出舞台，两个月后嫁给第十二代德比伯爵爱德华·史密斯-斯坦利。

## 生平
其父乔治·法伦是一名爱尔兰外科医生、药剂师，因酗酒而早死，她由母親养大，其姐妹马格利特后来也成为了演员。她早年曾在巴斯、利物浦等地表演，1777年进入伦敦。